# Pomona (Río Negro)

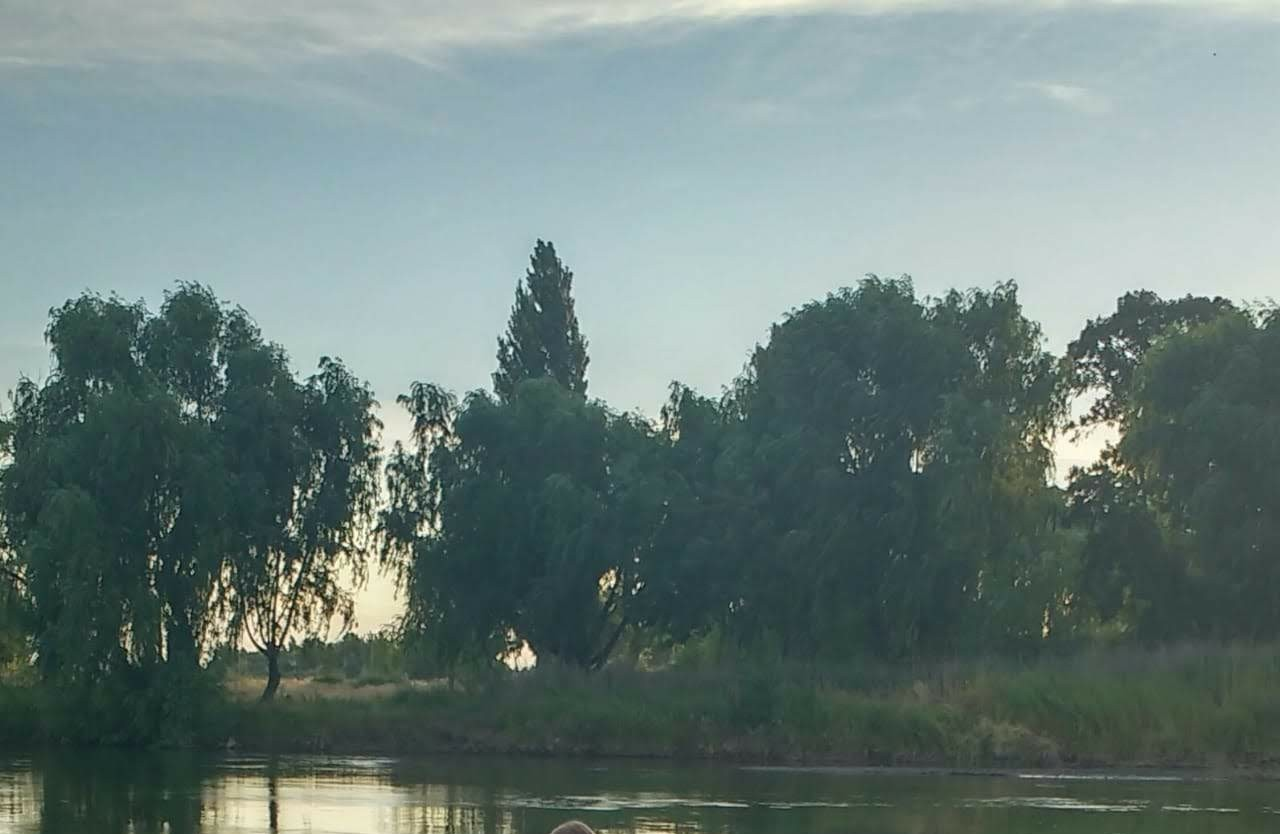
Costa del Río Negro, en la localidad de Pomona

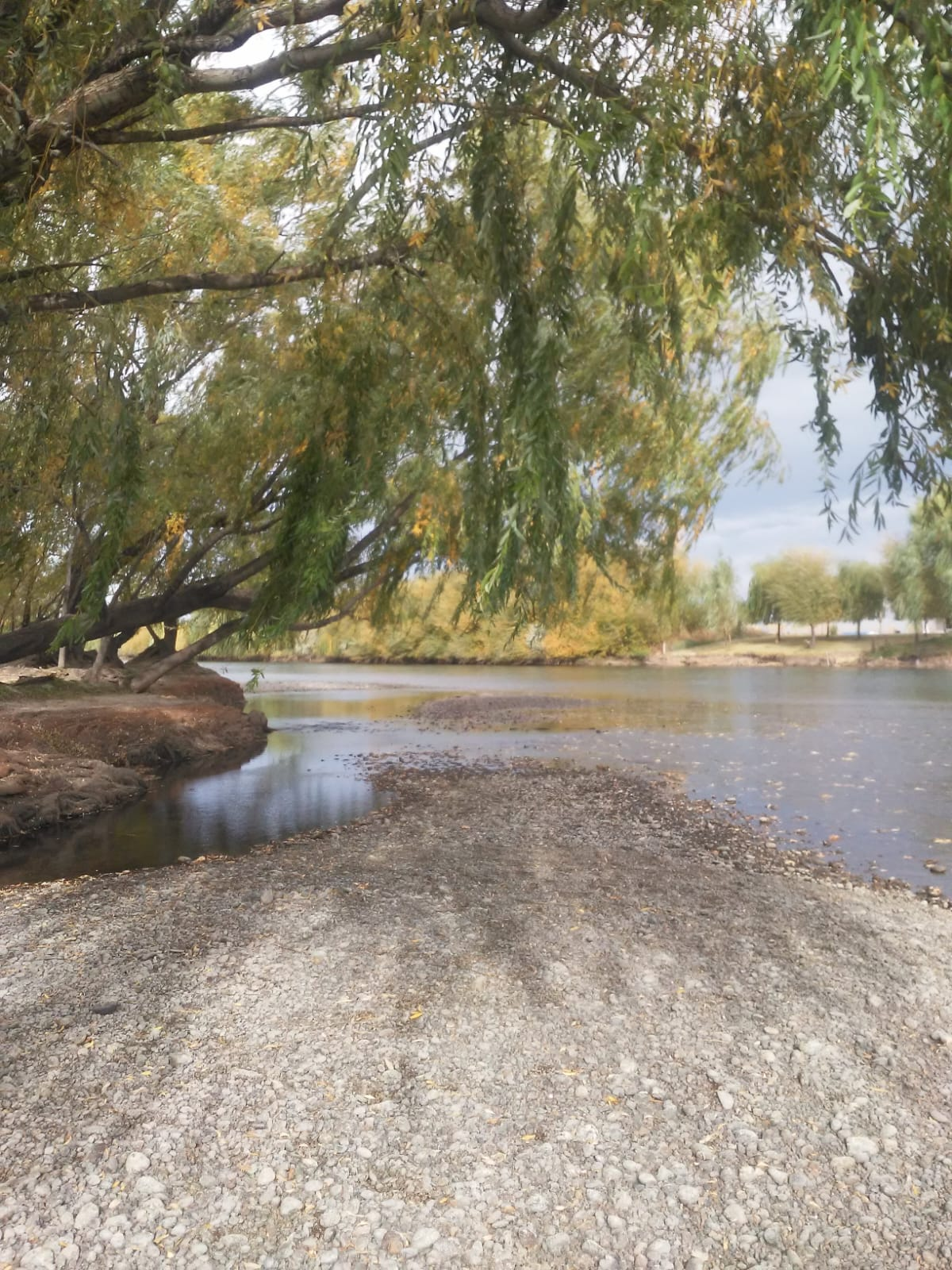
Balneario de Pomona en otoño

Pomona es una localidad del departamento Avellaneda, en la provincia de  Río Negro, Argentina.
Se encuentra al sur de la Isla Grande de Choele Choel dentro del Valle Medio del Río Negro, en el km 265 sobre la RN 250.
Fue un punto de cruce del río con una balsa fija en 1890, conocida entonces como Paso Peñalva. En 1933 fue fundada oficialmente con el nombre de Pomona.

## Población
La localidad contó con 737 habitantes (Indec, 2010), lo que representó un incremento del 34,7% frente a los 547 habitantes (Indec, 2001) del censo anterior. Los resultados definitivos del censo 2010 arrojaron que el municipio posee 1032 habitantes Este dato incluye población rural dispersa. La tasa de crecimiento demográfico con respecto al censo 2001 es 0,50%. La población del municipio ese año era 987 habitantes.
El censo 2022 arrojó 451 viviendas con una población estable de 1.100 habitantes en el municipio.
| Gráfica de evolución demográfica de Pomona entre 1991 y 2022 |
|                                                              |
| Fuente: Censos nacionales del INDEC                          |

## Toponimia
Recibe su nombre de Pomona, diosa de los frutos en la mitología romana.
El lugar se llamaba Paso Peñalva, y funcionaba allí una balsa que permitía cruzar hacia la margen sur del río en el extremo de la isla de Choele Choel opuesta a la localidad homónima. Los fundadores del pueblo, en un viaje a Estados Unidos, conocieron un pueblo llamado Pomona, ubicado en California, y quedaron encantados con su estilo arquitectónico del lugar, en cuanto al paisaje. Al regresar a Paso Peñalva le cambiaron el nombre y comenzaron una estructura similar.

## Características
Uno de sus más notables logros fue "inundar" de bella vegetación el pueblo. Hoy en día podemos contemplar gran parte de esa vegetación.
El pueblo se ubica sobre la ruta Nacional 250, a la vera del brazo sur del Río Negro, que forma la Isla Grande de Choele Choel. Un puente permite el cruce sobre dicho río, junto al cual se ubica el balneario municipal y el campamento con un escenario y una pista de baile que se utiliza en el verano.
En el pueblo funciona la escuela primaria n.º 7 "Sixto Garro" y la ESRN N°139 que fue inaugurada hace poco tiempo, además cuenta con un hospital con instalaciones totalmente modernas y almacén de ramos generales.

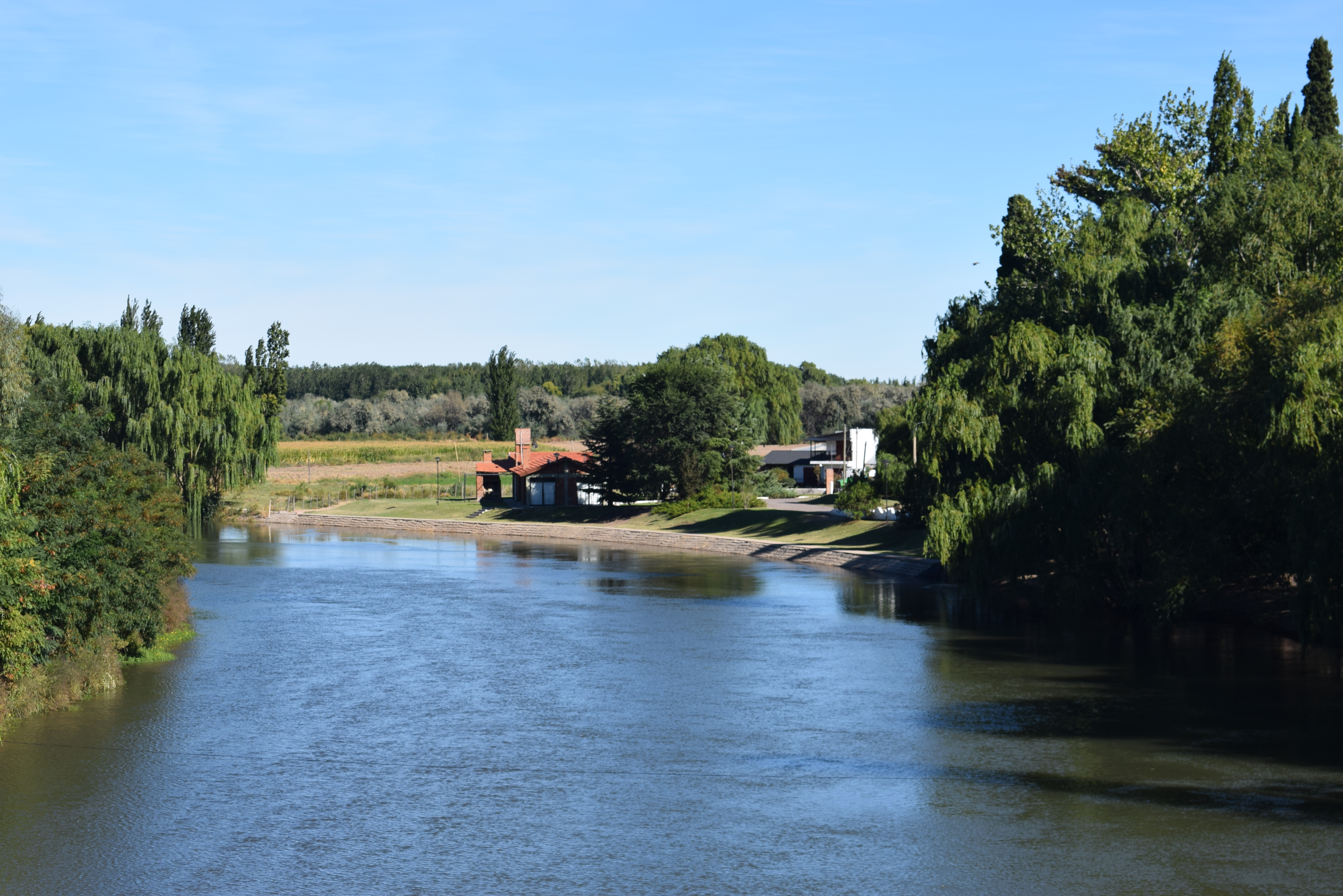